# Euxoa ducalis
Euxoa ducalis là một loài bướm đêm trong họ Noctuidae.